# 占春園

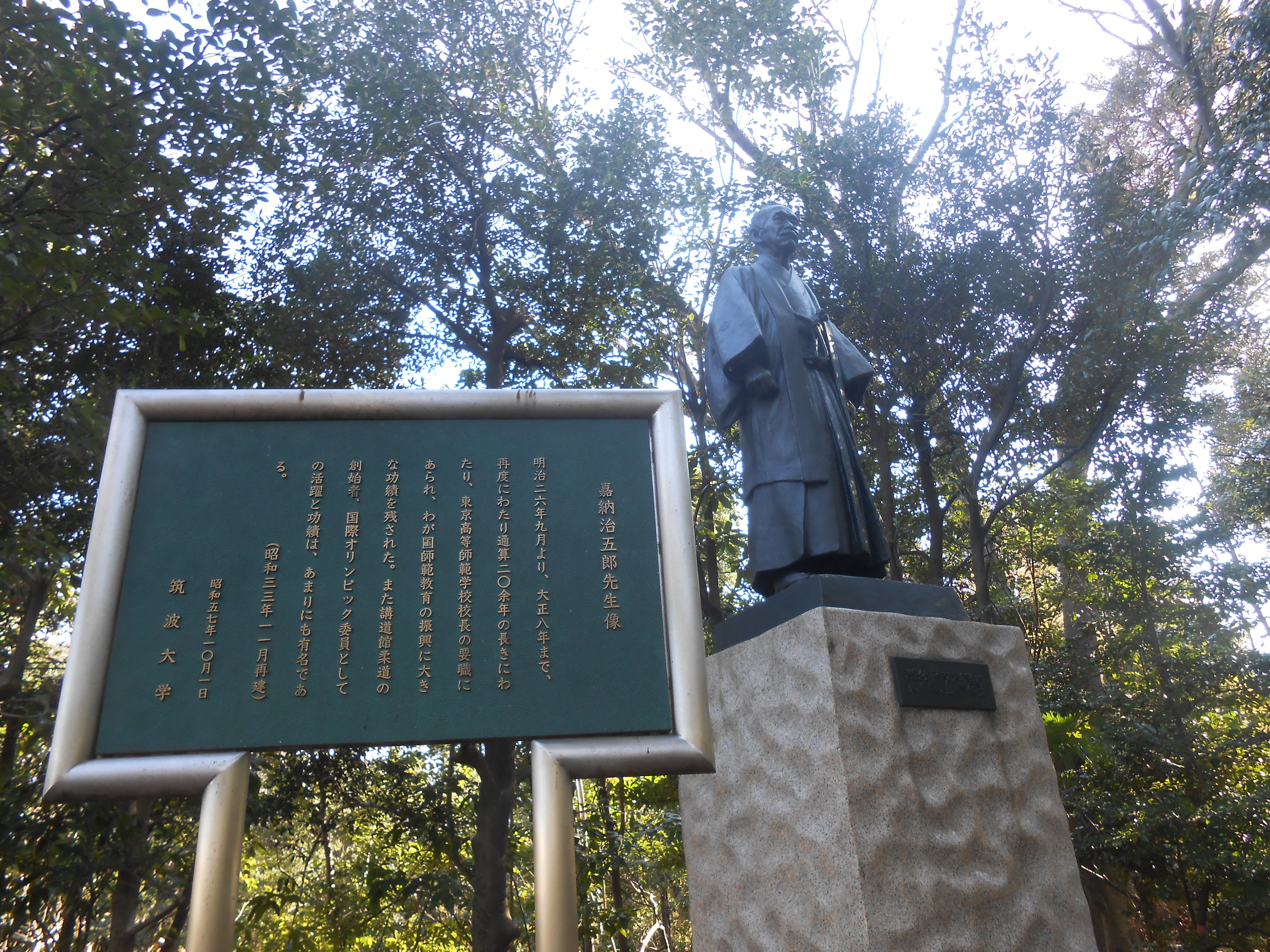
嘉納治五郎像

占春園（せんしゅんえん）は東京都文京区大塚にある庭園。徳川光圀の異母弟、松平頼元が1659年（万治2年）に上屋敷を構えた庭園の名残りである。

## 要目
- 開園時間 - 4月～9月：8時00分～19時00分 10月～3月：8時00分～17時00分
- 利用料金 - 無料

## 概要
松平頼元の子頼貞は陸奥国守山藩主として2万石を領し、大学頭となった。園内の1746年（延享3年）に建てられた碑文は、「我が公の園は占春と名づく。その中見る所は、梅桜桃季、林鳥池魚、緑竹丹楓、秋月冬雪、凡そ四時の景有らざるは莫し。」とある。当時は江戸の三名園（青山の池田邸、溜池の黒田邸）の一つであったという。池を落英池、橋を折柳橋という。江戸時代にはホトトギスの名所としても知られていた。
1903年（明治36年）に東京高等師範学校（現在の筑波大学）が湯島からここに移ったことにより、占春園は校地の一部となった。筑波大学附属小学校の自然観察園として管理されている。
現在、占春園は、筑波大学附属小学校の自然観察の場ともなっているが、一般区民にも開放されている。ここは、明るく広々とした教育の森公園とは異なり、斜面と低地を利用した園内は様々な樹木がうっそうと生い茂り、ササに覆われた樹木の下には細い階段状の園路が池に向かって下っている。中島のある池の回りには大木が生い茂り、静かな雰囲気を漂わせている。東側の低地にある広場にはみごとな枝ぶりのカツラが3本ある。また教育の森公園側の入り口近くには日本ではめずらしいシロマツやダイオウショウがある。嘉納治五郎の銅像も園内にある。